# Le Tombeau du tyran
Le Tombeau du tyran (titre original : The Tyrant's Tomb) est un roman de fantasy écrit par Rick Riordan et paru en langue originale le 24 septembre 2019 puis traduit et publié en France le 30 octobre 2019. Il s'agit du quatrième tome de la série Les Travaux d'Apollon.

## Résumé
Jason Grace, fils de Jupiter, est mort, assassiné par le troisième empereur, Caligula, sous les yeux de Piper,  Apollon/Lester et Meg. Étant donné que la fille de Bellone, Reyna, est en mesure de l'aider, il se rend au Camp Jupiter, avec Meg et le cercueil contenant le cadavre de Jason...